# 雲尾周
雲尾 周 （くもお しゅう、1966年5月19日 - ）は、日本の教育者。新潟大学教育学部・教職大学院教授〈人間形成研究専攻現代教育文化分野〉。

## 人物
1966年5月19日、新潟県南魚沼郡六日町〈現南魚沼市〉の出身。実家は小栗山の本山修験宗快蔵院。1985年3月、新潟県立六日町高等学校を卒業。1990年3月、京都大学教育学部を卒業。1996年3月、大学院教育学研究科学修認定退学。4月、新潟大学教育科学講座（学校経営・教育制度）助手。助教授〈教育人間科学部学習社会ネットワーク課程〉主担当。大学院現代社会文化研究科博士後期課程主担当。2016年、新潟大学教職大学院主担当・現代社会文化研究科担当。教育学研究科学校教育専攻准教授に就任。2022年、新潟大学教育研究院人文社会科学系教育学系列・教育学部教授に就任。2024年3月19日、新潟県十日町市の中学校10校、10年後「2、3校に再編で全学年3クラス維持」市立中学校のあり方検討委員会が提言。

## 著書
- 雲尾周「雲尾周著 『学校の安全・地域の安心～地域学校協働活動と生涯学習が守る～』」『教育行財政研究』第50巻、関西教育行政学会、2023年3月、125-128頁、CRID 1390581854527111040、doi:10.20701/kansaisea.50.0_125、ISSN 0386-393X、2024年9月4日閲覧。

## 論文
- 雲尾周「教育長の属性による都道府県・政令指定都市教育委員会の類型」『教育行財政論叢』第2巻、京都大学、1991年12月、45-55頁、CRID 1573105976622701056。
- 雲尾周「アメリカにおける教育長の選任形態とその評価」『京都大学教育学部紀要』第42巻、京都大学教育学部、1996年3月、210-219頁、CRID 1050290307570860160、hdl:2433/266408、ISSN 04547764、2024年9月4日閲覧。